# United Buses
UNITED BUSES s.r.o. je česká dopravní společnost, která vznikla v roce 2020. 

## Dějiny
Na trh autobusové dopravy vstoupila dne 16. března 2020 zahájením provozu autobusové linky České Budějovice – Brno.[zdroj?]
Druhou autobusovou linku začal dopravce provozovat 17. srpna 2020 na trase Dačice – Moravské Budějovice – Hrotovice – Brno. Na této trase dříve jezdily autobusy místního dopravce TRADO-BUS, který jejich provoz na konci roku 2019 ukončil. Novou linku číslo 320921 na této trase dopravce zavedl ve spolupráci s obcemi. V dubnu 2021 dopravce oznámil, že obce na trase linky přispějí na snížení ztráty způsobené propadem cestujících v důsledku kovidových omezení.[zdroj?]
Dne 1. října 2020 zahájil dopravce provoz na dalších dvou autobusových linkách. 320922 České Budějovice – Jindřichův Hradec – Humpolec – Praha. Ve stejný den zahájil provoz na lince 340900 z Dačic, přes Brno do Hradce Králové a Pece pod Sněžkou.[zdroj?]
Dne 1. března 2021 dopravce rozšířil svou síť o další spoje. Startují linky 380900 Strakonice – Brno, 320924 České Budějovice – Týn nad Vltavou – Praha a 340901 Dačice – Jihlava – Praha. Obnovuje také provoz na lince 340900 mezi Brnem a Hradcem Králové, kde nahrazuje dopravce RETROBUS, jež provoz z důvodu ztráty licence přerušil.[zdroj?]
Dne 1. června 2021 dopravce oznámil start nové vnitrostátní dálkové linky 179570 Praha – Jihlava – Třebíč. Pod značkou UNITED BUSES jezdily dálkové autobusy na  trasách z Vysočiny do Prahy, Brna, Českých Budějovic a mezi Brnem, Hradcem Královým a Pecí pod Sněžkou, kam spoje prodloužil od 15. června 2021.
Dne 15. července 2020 byla zveřejněna informace o propojení části sítě mezi dopravci RegioJet a UNITED BUSES. Cestující si tak mohli koupit jízdenku v kombinaci vlak + autobus, nebo autobus + autobus v rámci nabídky obou dopravců. V historii dopravce RegioJet šlo o první spolupráci tohoto typu s vnitrostátním autobusovým dopravcem.
Dne 1. října 2021 zahájil dopravce oficiálně provoz na mezinárodní lince 000210 České Budějovice – Linz – Bad Füssing.

### Spor o autobusové nádraží v Brně
Spor dopravce o autobusové nádraží v Brně začal mezi dopravcem UNITED BUSES a provozovatelem autobusového nádraží ÚAN Zvonařka, společností Tourbus začal 15. června 2020. K tomuto datu obnovil dopravce Tourbus provoz na lince z Brna do Českých Budějovic a aby se konkurence snáze zbavil, přesunul jejich spoje na špatně přístupné a dohledatelné nástupiště 48.
V lednu 2021 došlo ke „změně“ provozovatele autobusového nádraží. Staronově se jím stala společnost ČSAD Brno holding, která vlastnila pozemky a byla personálně propojena se společností Tourbus. Důvodem změny byla dotace na rekonstrukci nádraží. Dopravce byl na špatně dohledatelném nástupišti, které nebylo ani na oficiálních informačních pláncích provozovatele nádraží, až do konce února 2021. Na pár dní sice autobusy odjížděly od stanoviště 37, a to v důsledku dokončení rekonstrukce autobusového nádraží, ovšem jednalo se prý o chybu. Spor se opět rozhořel na jaře 2021, mediální tlak vedl k tomu, že provozovatel nádraží a dopravce uzavřeli smlouvu na 2 měsíce. Tu provozovatel nádraží následně odmítl prodloužit. Autobusy od 1. dubna 2021 jezdily ze stanovišť pod střechou autobusového nádraží.[zdroj?]
K 1. říjnu 2021 dopravce oznámil, že linka 320921 již nebude zajíždět na ÚAN Zvonařka. Odůvodnil to poptávkou cestujících po jiné cílové stanici v Brně.